# Queue-de-cheval
Pour les articles homonymes, voir Queue de cheval.

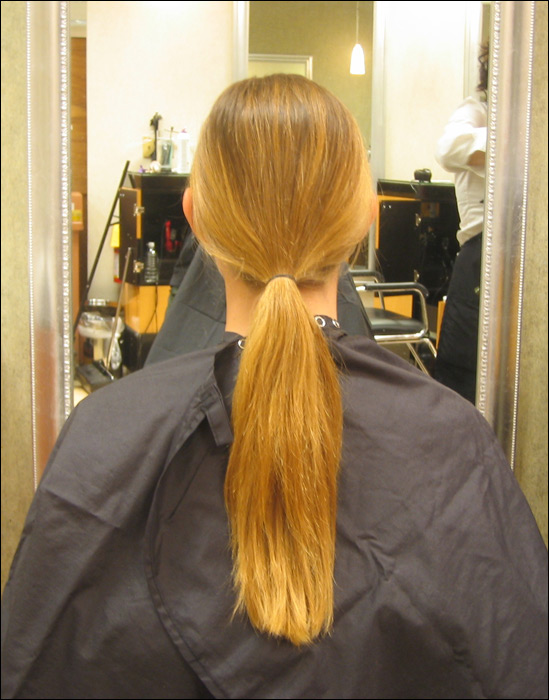
Exemple de queue de cheval.

Une queue-de-cheval est une coiffure où les cheveux sont rassemblés à l'arrière ou sur le dessus du crâne et tenus par un lien (chouchou, catogan, élastique, barrette, etc.). Son nom vient de la ressemblance entre l'aspect des cheveux ainsi rassemblés et celui de la queue du cheval, quand cette dernière n'est pas apprêtée.
C'est une coiffure pratique et facile à faire, permettant de dégager le visage ; elle est souvent adoptée par les sportifs comme Martin Demichelis, Zlatan Ibrahimović, Ana Ivanović, Amélie Mauresmo, Laura Robson, Daniela Hantuchová ou Sorana Cîrstea.
La queue-de-cheval peut servir de base pour faire un chignon.
Quand la coiffure consiste en deux queues-de-cheval de chaque côté de la tête, on parle de couettes.